# Diecezja Soacha
Diecezja Soacha (łac. Dioecesis Soachaensis, hisz. Diócesis de Soacha) – rzymskokatolicka diecezja ze stolicą w Soacha w zespole miejskim Bogoty, w Kolumbii. Biskup Soacha jest sufraganem arcybiskupa Bogoty.
W 2004 na terenie diecezji pracowało 20 zakonników i 128 sióstr zakonnych.

## Historia
6 sierpnia 2003 papież Jan Paweł II bullą Frequenter fieri erygował diecezję Soacha. Dotychczas wierni z tych terenów należeli do archidiecezji bogotańskiej.

Mapa diecezji

## Biskupi Soacha
- Daniel Caro Borda (2003–2016)
- José Daniel Falla Robles (2016–2021)
- Juan Carlos Barreto Barreto (od 2022)